# 100% Kikki
100% Kikki är ett samlingsalbum från 2001 av den svenska country- och popsångerskan Kikki Danielsson. 

## Låtlista
1. Bra vibrationer (Lasse Holm-Ingela "Pling" Forsman)
2. Papaya Coconut (Lasse Holm-Ingela "Pling" Forsman)
3. Stand by Your Man (T.Wynette-B.Sherill)
4. Du (Hello) (Lionel Richie-Keith Almgren)
5. Ett hus med många rum (Lasse Holm-Ingela "Pling" Forsman)
6. Mycke' mycke' mer (Lasse Holm-Torgny Söderberg)
7. Långt bortom bergen (Lasse Holm-Gert Lengstrand)
8. Minnet (Memory) (Lloyd-Webber-Bergman)
9. Miss Decibel (Lasse Holm-Gert Lengstrand)
10. Hem till Norden (Tommy Andersson/Kaj Svenling)
11. God morgon (Lasse Holm-Torgny Söderberg)
12. Amazing Grace (Trad.arr Engberg-Holm)
13. Comment ca va (E.De Heer-R.Peeker)
14. US of America (Donna Fargo)
15. Our Love is Over (Lasse Holm-Torgny Söderberg)
16. När vi rör varann (Sometimes When We Touch) (S.Mann-D.Hill-I.Forsman)
17. Talking in Your Sleep (R.Cook-B.Wood)
18. Varför är kärleken röd? (Torgny Söderberg)
19. Sången skall klinga (Lasse Holm)
20. Mitt innersta rum (Anders Glenmark-Ingela "Pling" Forsman)